# Evensong
Evensong (of Choral Evensong) is de naam van een dagelijkse kerkdienst in de middag of avond, waarbij - als het om een Choral Evensong gaat - het grootste deel van de dienst gezongen wordt door een koor of gastkoor. 
Als er in Engeland 'Evensong said' staat, is er geen koor aanwezig en wordt de liturgie gesproken. De Liturgie voor de Evensong is afkomstig uit het 'Book of Common Prayer', wat in de Anglicaanse Kerk en andere kerken in de Anglicaanse traditie wordt gebruikt, maar wordt tegenwoordig ook in steeds meer kerken in Nederland toegepast, soms in aangepaste vorm.
Zo worden er in meerdere steden in Nederland met regelmaat Choral Evensongs gehouden, zoals in Amsterdam, Groningen, Kampen en Zwolle. Iedere zaterdagmiddag is er Evensong in de Basiliek van de Heilige Nicolaas tegenover het Centraal Station in Amsterdam. Twee koren zingen daar de vesperdiensten in de Anglicaanse traditie afwisselend om de veertien dagen. In Zwolle wordt maandelijks (op de voorlaatste zondag van de maand) een Choral Evensong gezongen in de Dominicanenkerk door het Jongenskoor Dalfsen.
Een Evensong kan gezien worden als het equivalent van de vespers in de Rooms-Katholieke en de Lutherse kerk. Bij een Choral Evensong is een koor betrokken dat zowel a capella als met orgelbegeleiding zingt. De kerkgangers hebben soms een participerende rol wanneer zij enkele liederen meezingen.